# Październikowe Arietidy
Październikowe Arietidy (OAR) – coroczny rój meteorów aktywny od 1 do 31 października. Jego radiant znajduje się w gwiazdozbiorze Barana. Maksimum roju przypada na 8 października, jego aktywność jest określana jako średnia, a obfitość roju wynosi 5 meteorów/h. Prędkość w atmosferze meteorów tego roju to 28 km/s.